# Fresné-la-Mère
Fresné-la-Mère (fʁɛ.ne.la.mɛʁⓘ) es una población y comuna francesa, situada en la región de Baja Normandía, departamento de Calvados, en el distrito de Caen y cantón de Falaise-Sud.

## Demografía
| 320 | 303 | 334 | 382 | 425 | 417 |
| Para los censos de 1962 a 1999 la población legal corresponde a la población sin duplicidades (Fuente: INSEE [Consultar]) |     |     |     |     |     |